# Robert Kasting
Robert Kasting (Ottawa, 28 agosto 1950) è un ex nuotatore canadese.
Specializzato nella farfalla e nello stile libero, ha vinto la medaglia di bronzo nella staffetta 4x100 m misti alle Olimpiadi di Monaco 1972.

## Palmarès
- Olimpiadi
  - Monaco 1972: bronzo nella staffetta 4x100 m misti.